# Christophe Ier (roi de Danemark)
Pour les articles homonymes, voir Christophe Ier.
Christophe Ier (né vers 1219 - mort à Ribe le 29 mai 1259) fut roi de Danemark de 1252 à 1259.

## Biographie
Christophe Ier est le dernier fils de Valdemar II le Victorieux et de Bérengère de Portugal. Il avait reçu en fief en 1241 à la mort de son père les îles de Lolland et de Falster. Il prend le parti d’Abel contre leur frère le roi Éric IV de Danemark.
Devenu roi à la mort d’Abel Ier de Danemark, il doit restituer à Kolding en 1253 le Schleswig à son fils Valdemar III de Schleswig, ex-prince héritier depuis 1251, qu'il avait dépossédé mais qui était soutenu par sa famille maternelle de Holstein. Après la mort de Valdemar en 1257, il doit confirmer la possession du Schleswig au frère du défunt, Éric Ier de Schleswig, toujours soutenu par ses parents holsteinois, dont ce sera le début de l'intrusion dans le politique du royaume.
En 1257, la paix est conclue avec le roi Håkon IV de Norvège, qui avait ravagé Lolland et menaçait Copenhague avec une flotte de 375 bateaux.
Il entre en conflit avec Jacob Erlandsen, ancien évêque de Roskilde de 1249 à 1254, qui avait été porté à l’archevêché de Lund sans son consentement en 1253. En 1256, alors que le roi convoque les états à Nyborg, le prélat qui veut introduire au Danemark des modifications du droit ecclésiastique favorable à l'église réunit un concile provincial à Vejle en Scanie, qui promulgue le 6 mars 1256 une constitution qui prévoyait qu'en cas de violence contre les évêques par ordre du roi ou faite avec son assentiment, le royaume serait mis en interdit et que si dans un délai d'un mois le souverain ne s'était pas soumis, il serait excommunié !
En février 1259, le roi incarcère Jacob Erlandsen, qui s’opposait au couronnement du prince Erik comme héritier. L'archevêque n’est soutenu que par deux évêques, dont son parent Peder Bang, évêque de Roskilde de 1254 à 1277 et celui d’Odense, qui s’expatrient pour échapper aux représailles. Soutenant l'Église, le prince Jaromar II de Rügen et son armée débarquent en avril 1259 sur Seeland, la plus grande île du Danemark et pille Copenhague en mai 1259. 
Le roi meurt peut-être empoisonné par Arfast, prévôt du Chapitre de Ribe, le 29 mai 1259. Il sera inhumé dans la crypte de la cathédrale locale.

## Union et postérité
De son mariage avec Margaret Sambiria, une fille du duc  Sambor II de Pomérélie, naquirent :
- Matilda (morte en 1300), mariée en 1269 ou 1271 au margrave Albert III de Brandebourg ;
- Margaret (morte le 2 février 1306), mariée vers 1276 à Jean II de Holstein-Kiel dit le Borgne, comte de Holstein-Kiel ;
- Éric V de Danemark ;
- Valdemar, mort le 21 décembre 1259.